# Montejo de Arévalo
Montejo de Arévalo es un municipio y localidad española de la provincia de Segovia, en la comunidad autónoma de Castilla y León. El término municipal, ubicado en la Campiña Segoviana, tiene una población de 161 habitantes (INE 2024).
Hasta principios del siglo XX se conocía a este municipio como Montejo de la Vega de Arévalo, por hallarse situado en esta zona geográfica. Perteneciente al tercio y sexmo de la Ciudad de Arévalo, a través de la cual se realizaba la mayor parte del comercio de cereales y ganado.
Un pequeño monte de encinas que se localizaba cerca de la villa, fue el que aportó el nombre a la misma. Dentro de su entorno se sabe que existieron algunos poblados más, hoy desaparecidos: Blasco Nuño de la Vega, Madrigalejo, Servando y Tresnujas.
Fronteriza al norte con Puras, al sureste con Santiuste de San Juan Bautista y Tolocirio, al sur con San Cristóbal de la Vega, al suroeste con Palacios de Goda, al oeste con San Pablo de la Moraleja y al noroeste con Ataquines.

## Geografía

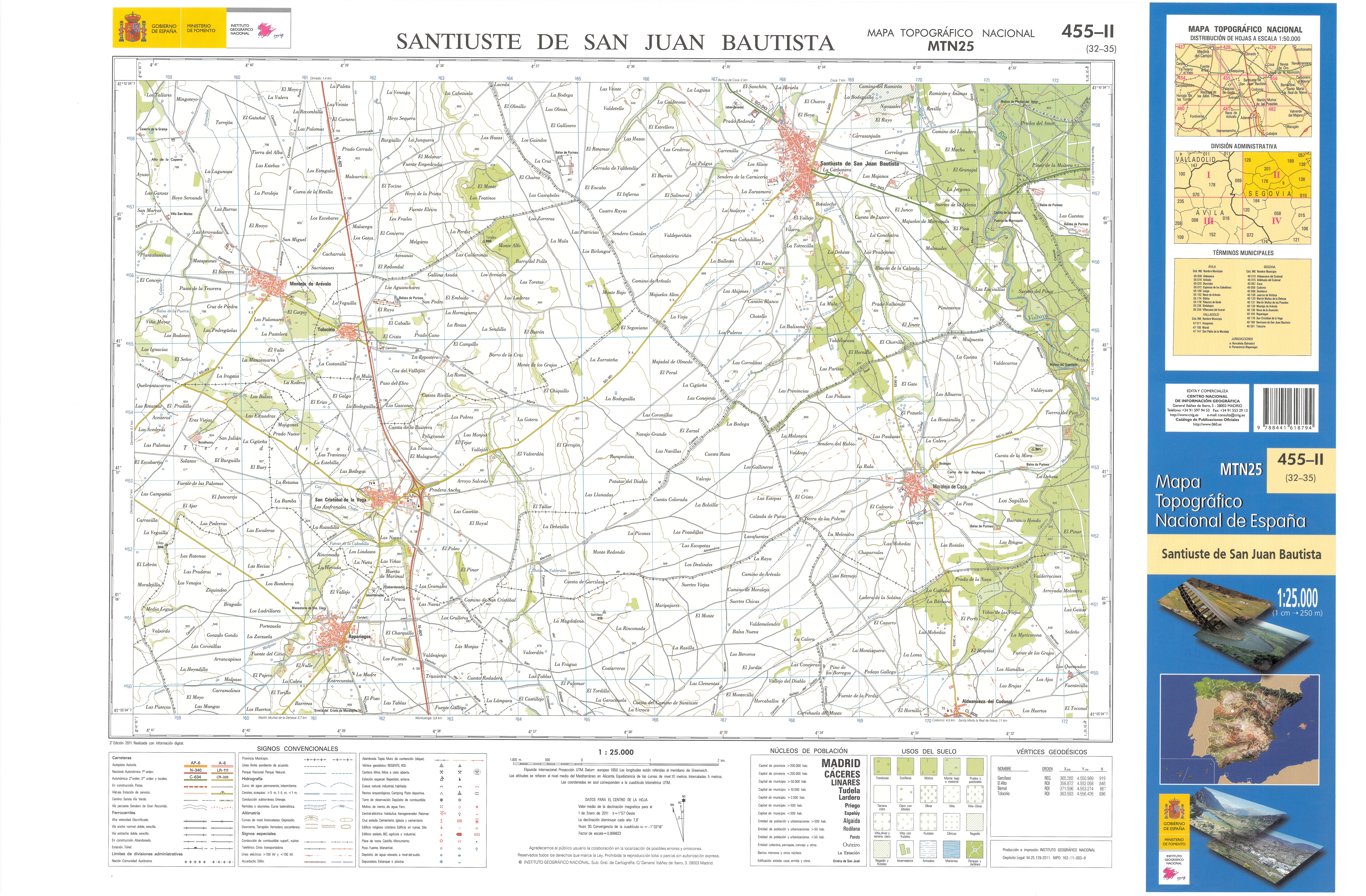
Fragmento de la hoja 455 del Mapa Topográfico Nacional de España de 2011 en el que se representa parte de Montejo de Arévalo

No tiene muchas alturas destacables en todo el término municipal; aunque está lleno de colinas y llanuras, donde tiene su altitud máxima en las Hazas, con 885 m de altitud sobre el nivel del mar.
El terreno que forma es de origen aluvial, que son depósitos formados por el río Adaja durante el Cuaternario y el Mioceno.
Predomina por la zona campos de cultivos y pinares. El término municipal, que tiene una superficie de 35,95 km², es limítrofe con las provincias de Ávila y Valladolid
| Noroeste: Ataquines (VA)                                    | Norte: Puras (VA)                        | Noreste: Puras (VA)                  |
| Oeste: Palacios de Goda (AV), San Pablo de la Moraleja (VA) |                                          | Este: Santiuste de San Juan Bautista |
| Suroeste: Donhierro                                         | Sur: San Cristóbal de la Vega, Donhierro | Sureste: Tolocirio                   |

### Hidrografía
El río Adaja atraviesa el término municipal; pero no es el único curso de agua de interés que atraviesa Montejo. Hay que destacar al Barranco de las Arroyadas. Este arroyo que nace en el municipio de San Cristóbal de la Vega, atraviesa la zona central del municipio, que ha sido canalizado para abastecer de agua los campos.

### Clima
El clima es mediterráneo continental; por lo que los inviernos suelen ser muy fríos, los veranos muy suaves y no suele llover con abundancia en la zona.

## Historia
Hacia mediados del siglo XIX, el lugar tenía contabilizada una población de 515 habitantes. Aparece descrito en el decimoquinto volumen del Diccionario geográfico-estadístico-histórico de España y sus posesiones de Ultramar de Pascual Madoz de la siguiente manera:

MONTEJO DE LA VEGA DE ARÉVALO: l. con ayunt. de la prov. de Segovia (9 leg.), part. jud. de Sta. Maria de Nieva (4), aud. terr. de Madrid (23), c. g. de Castilla la Nueva, dióc. de Avila (40). sit. en una gran llanura; le combaten todos los vientos y su clima es sano, padeciéndose por lo común calenturas estacionales. Tiene sobre 436 casas de mediana construccion, distribuidas en varias calles y una plaza; hav casa de ayunt. que sirve á la par de cárcel; escuela de instruccion primaria comun á ambos sexos, á la que concurren unos 50 niños y 20 niñas, que se hallan á cargo de un maestro dotado con 4,400 rs. y 35 fan. de trigo, y una igl. parr. (San Tomás Apóstol), servida por un párroco, cuyo curato es de segundo ascenso y de provision real y ordinaria; hay una ermita (Ntra. Sra. del Valle), propia del pueblo y sostenida por los fieles; el cementerio está en paraje que no ofende la salud pública, y los vecinos se surten de aguas potables de las de un pozo que está á sus inmediaciones. Confina el térm. N. Puras y Amenara; E. Tolocirio y Bernuy; S. Donhierro, y O. Palacios de Goda y Ataquines: se estiende 1 leg. de N. á S., y 1 1/2 de E. á O., y comprende 4 desp. titulados Madrigalejo, Servande, Blasconuño y Trasnujas: un pinar al O. del pueblo que solo cria pinos y tomillos, y 3 prados naturales de buena yerba: le atraviesa el r. Adaja y un arroyo que coje las aguas de todo el térm. El terreno es en su mayor parte de buena calidad. caminos: los que dirigen á los pueblos limítrofes v la carretera de Valladolid que pasa á unas 1,000 pasos del pueblo, todos en mal estado. El correo se recibe de Arévalo, por balijero, los domingos, miércoles y viernes. prod.: trigo, cenada, algarrobas, garbanzos y otras legumbres; mantiene ganado lanar y vacuno; cria caza de liebres, conejos, perdices y otras aves, y pesca menor. ind. y comercio: la agricultura, un molino harinero en buen estado, y una tienda de bayetas, lienzos y otras frioleras. pobl.: 150 vec., 515 alm. cap. imp.: 142,045. contr. segun el cálculo general y oficial de la prov. 20'72 por ciento.
(Madoz, 1848, p. 543)

## Demografía
Cuenta con una población de 161 habitantes (INE 2024).
| Gráfica de evolución demográfica de Montejo de Arévalo entre 1842 y 2021                                              |
| |
| Población de derecho según los censos de población del INE. Población de hecho según los censos de población del INE. |

## Economía
El pueblo se basa de la economía mediante el cultivo de cereales, algarrobos, vid y garbanzos; y la ganadería ovina, porcina y bovina.

## Administración y política
| Periodo   | Nombre                 | Partido       |
| --------- | ---------------------- | ------------- |
| 1979-1983 | Antonio Madejón Sanz   | CD            |
| 1983-1987 | José Manuel Reales Ajo | Independiente |
| 1987-1991 | José Manuel Reales Ajo | Independiente |
| 1991-1995 | Ricardo Arroyo Saiz    | PP            |
| 1995-1999 | Alfonso García Ajo     | PP            |
| 1999-2003 | José Arroyo Saiz       | PP            |
| 2003-2007 | José Arroyo Saiz       | PP            |
| 2007-2011 | José Arroyo Saiz       | PP            |
| 2011-2015 | José Arroyo Saiz       | PP            |
| 2015-2019 | Jesús Herrero Velasco  | PP            |
| 2019-2023 | Jesús Herrero Velasco  | PP            |
| 2023-act. | José Arroyo Saiz       | PP            |

## Patrimonio

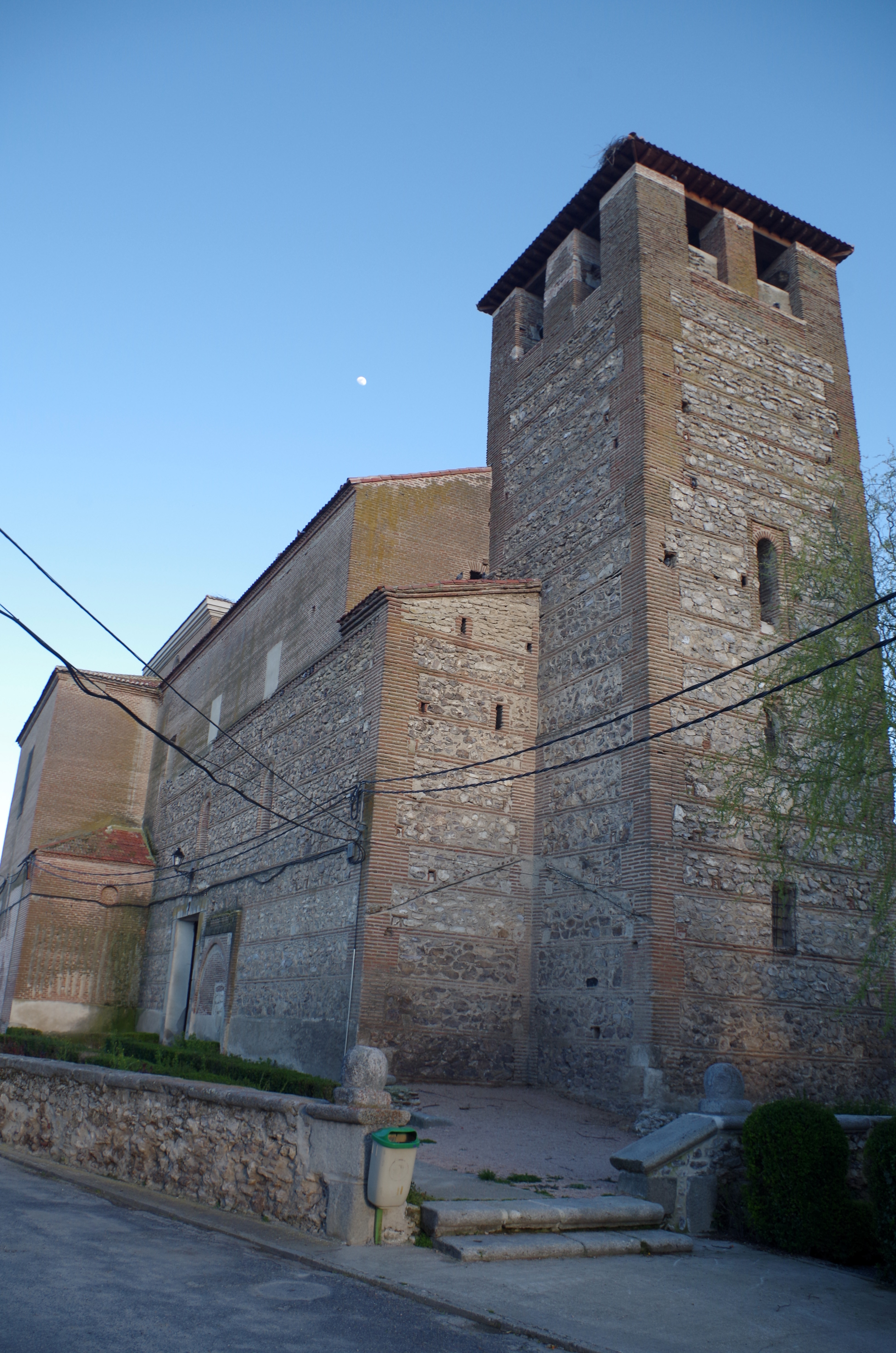
Iglesia parroquial de Santo Tomás de Aquino

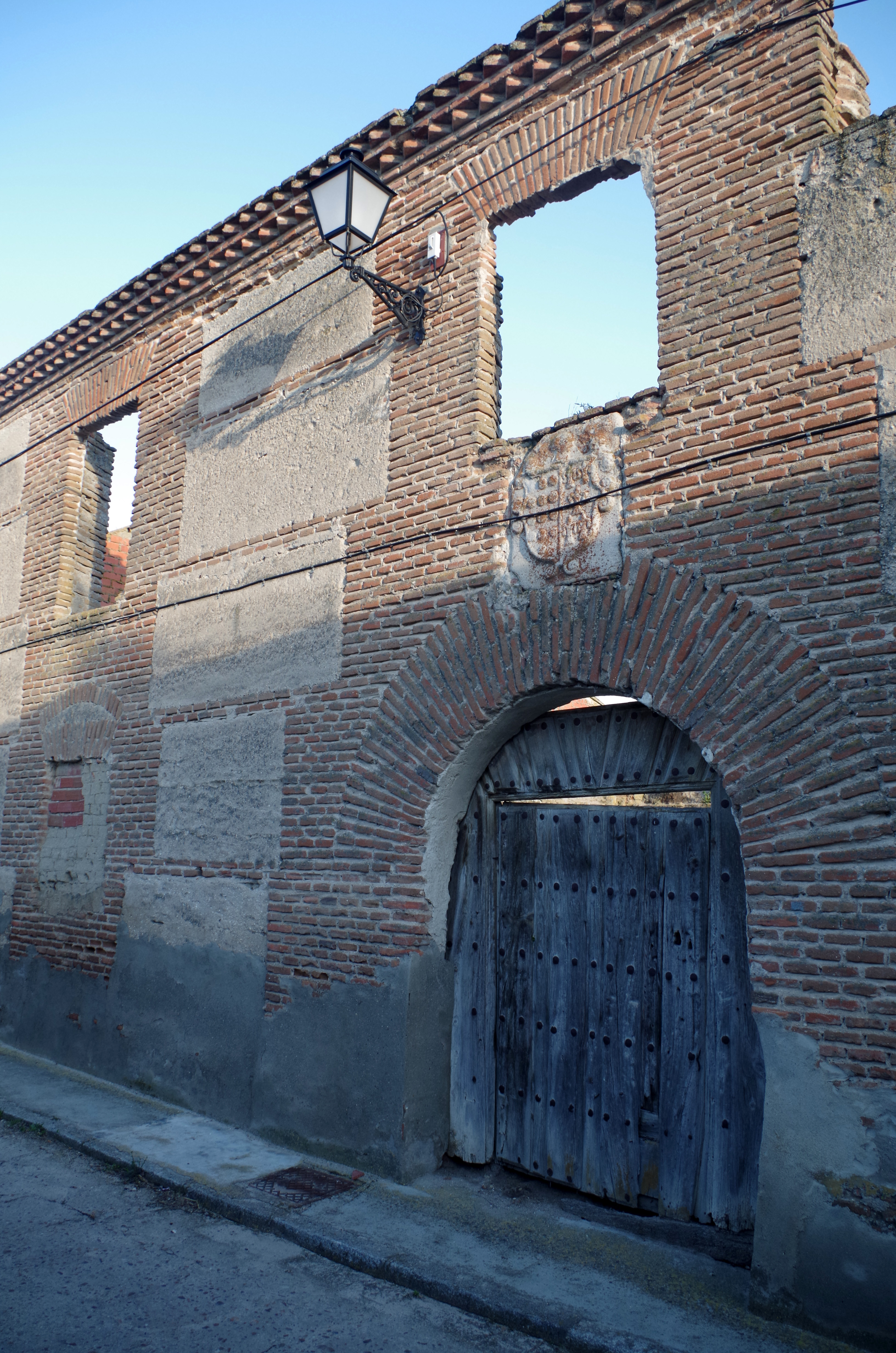
Casa blasonada

- Iglesia parroquial de Santo Tomás de Aquino: templo de origen gótico mudéjar como bien se aprecia todavía al observar con detenimiento su fábrica. De esa época conserva algunos ventanales, parte de la torre y las antiguas puertas de ingreso adornadas con sencillos alfices de esquinillas, una de ellas, al norte, cegada, junto a la actual y la otra, meridional, tapada (hasta el verano de 2015) por el "cine", construido en el siglo XX en ladrillo hueco (y recientemente demolido), en el flanco sur del edificio. Dentro del templo destaca su retablo mayor barroco-gemelo del de Santiuste de San Juan Bautista- al cual acompañan en los laterales media docena de cuadros sobre lienzo y otros seis retablos menores en uno de los cuales se entroniza la imagen románica de Nuestra Señora de los Huertos*, cuya ermita, con cubierta mudéjar interesante aunque en lamentable estado de conservación, se localiza en el cementerio del pueblo. A los pies de la única nave del templo, que en época románica tuvo tres, y que hoy en el crucero se cubre con cúpula, es donde mejor puede apreciarse el origen mudéjar del antiguo templo.
- Casas solariegas: dentro del casco urbano se conservan un par de fachada de antiguas casas solariegas adornadas con escudos de armas.
- Virgen de los Huertos: la talla de la Virgen fue encontrada donde hoy se ubica su ermita- hace ya años, seguramente en época de moros y en cualquier caso antes de la francesada - entre huertos...; trasladada a la iglesia parroquial tras su hallazgo, la talla, como cualquier talla de virgen que se precie, escapose de la iglesia para aparecer de nuevo donde se la había encontrado; aunque se repitió el traslalado con el boato pertinente, procesiones al uso y acompañamiento popular, la Virgen siempre reaparecia en las huertas. Entendido el mensaje construyose la ermita, y el nombre de la misma no dio lugar a discusión alguna. Parece que cumplido el deseo a la talla-a la virgen- se le pasó el capricho, pues hoy reside en la Iglesia Parroquial sin escapadas durante los últimos años.
- Casa natal del poeta segoviano Nicasio Hernández Luquero: La cadena está anclada a la pared y a una pesada losa en "la calle de la cadena". Este símbolo indica que en otro tiempo (alrededor del siglo XVII) se otorgó el derecho de asilo a dicho edificio, porque allí fue hospedado o refugiado algún miembro importante de la Casa Real. Se cree que el mismo que concedió la cadena a otra casa en la ciudad de Trujillo (hoy en día conocida como Casa de las Cadenas), o sea el rey Felipe II. Pues bien, el símbolo de las cadenas en un edificio civil confiere el mismo carácter, o privilegio, de derecho de asilo que se goza en los edificios religiosos (éstos lo tienen todos, con o sin cadenas). Este derecho de asilo exime de dar cuentas a la justicia o al menos les impedía entrar en esos lugares para apresar al supuesto delincuente.

## Fiestas
El 2 de julio, son las fiestas dedicadas a la Virgen del Rosario.  Del 13 al 17 de agosto son las fiestas de la patrona del municipio, La Virgen de la Asunción.